# Errol Esajas
Errol Erwin Esajas (Paramaribo, 5 december 1959) is een Surinaams-Nederlandse oud-sprinter op de 100 m en olympisch coach. 

## Biografie

### Trainingsjaren
Esajas ontwikkelde zich als trainer bij de Rotterdamse Atletiekvereniging Metro, later opgegaan in Rotterdam Atletiek, waar hij in 1984 als jeugdtrainer was begonnen. In de loop der jaren verzamelde hij een groep talentvolle sprinters om zich heen, waarvan er enkele zelfs Nederlandse titels veroverden, zoals Paul Franklin in 1990/91 en Clement Moe in 1991/92. Mede door zijn toedoen transformeerde de vereniging in die periode van een middellangeafstands- in een sprintvereniging.
Door de jaren heen is Esajas lange tijd werkzaam geweest bij verschillende bonden, waaronder de Koninklijke Nederlandse Atletiek Unie (KNAU). Hij was daar vijf jaar bondstrainer op het onderdeel estafette. Daarna heeft Esajas vier jaar als districtsconditietrainer gewerkt bij de Koninklijke Nederlandse Lawn Tennis Bond (KNLTB).
Vervolgens maakte Esajas de overstap naar de Koninklijke Nederlandse Baseball en Softball Bond (KNBSB), waar hij aan de slag ging als conditietrainer van de selectie van Sydney 2000. Esajas was toen ook actief als loop- en conditietrainer bij meerdere Betaald Voetbal Organisaties (BVO), waaronder Excelsior en FC Dordrecht.

### Olympische Spelen
In 2008 en 2012 was Esajas olympisch coach in Peking en Londen. Hij had in die periode onder meer olympische atleten als sprinter Patrick van Luijk en 800 meterloper Robert Lathouwers onder zijn hoede. Ook is hij hersteltrainer. Momenteel is Esajas actief als directeur van bewegingscentrum SPC Rijnmond in Rotterdam. De laatste jaren is hij als atletiekcoach dan wel bewegingscoach o.m. nauw betrokken geweest bij de verdere conditionele ontwikkeling van huidige topsporters als meervoudig Nederlands verspringkampioen Ignisious Gaisah, tennisster Kiki Bertens, en de voetballers Jan-Arie van der Heijden, Stefan de Vrij en Denzel Dumfries. 